# 拉德克利夫学院
拉德克利夫学院（英語：Radcliffe College）曾是位于美国马萨诸塞州剑桥的一个女子文理学院，创建于1879年，为美国七姐妹学院之一。1963年始授予其毕业生哈佛-拉德克利夫联合文凭；1977年与哈佛签署正式合并协议；1999年全面整合到哈佛大学。

## 歷史
拉德克利夫学院的前身是1879年成立的“Harvard Annex”，作為一項由哈佛大學教師為女性提供指導的私人項目，以“女性為進入哈佛大學”為主旨。Arthur Gilman是劍橋居民、銀行家、慈善家和作家，是 The Annex/Radcliffe 的創始人。當時，女性接受高等教育是一個極具爭議的話題，吉爾曼希望為他的女兒提供高等教育機會，這種機會超過女性神學院和瓦薩和韋爾斯利等新女子學院普遍提供的教育機會。這些學校成立初期，擁有大量未受過大學培訓的教職員工。
在與哈佛大學古典文學系主任的談話中，吉爾曼概述了一項計劃，讓哈佛大學的教師向劍橋和波士頓的一小群女性提供指導。他向哈佛大學校長查爾斯·威廉·艾略特提出了這個想法，艾略特同意了。吉爾曼和艾略特招募了一群知名且人脈廣泛的劍橋女性來管理該計劃。這些女性是Elizabeth Cary Agassiz、Mary H. Cooke、Stella Scott Gilman、Mary B. Greenough、Ellen Hooper Gurney、Alice Mary Longfellow和 Lillian Horsford。
在吉爾曼的前提下，委員會說服了44名哈佛教員考慮為女學生講課，以換取委員會支付的額外收入。該項目後來被非正式地稱為“哈佛附樓”。第一年的學習課程包括13個學科領域的51門課程，這是一個“令人印象深刻的課程，其多樣性比成立之初的任何其他女子學院都要大。課程以希臘語、拉丁語、英語、德語、法語、意大利語、和西班牙語；哲學、政治經濟學、歷史、音樂、數學、物理學和自然歷史。” 第一個畢業典禮在布拉特爾街朗費羅樓的圖書館舉行，就在喬治華盛頓的樓上。

## 有關拉德克利夫學院的書籍
- Dowst, Henry Payson; John Albert Seaford. . H. B. Humphrey Company. 1913. . Brief text; content is mostly illustrations by John Albert Seaford Online page images and PDF （页面存档备份，存于） at Google Books